# Pachycladina mutabilis
Pachycladina mutabilis är en svampart som beskrevs av Marvanová 1987. Pachycladina mutabilis ingår i släktet Pachycladina, divisionen sporsäcksvampar och riket svampar.   Inga underarter finns listade i Catalogue of Life.